# Europarlamentari pentru Portugalia 2004-2009
Această listă este o listă a membrilor Parlamentul European for Portugalia in the 2004 to 2009 sesiunea, aranjați după nume. Vezi Parlamentul European election, 2004 (Portugalia) for election results.

## A
- Francisco Assis, Socialist Party (Partidul Socialiștilor Europeni)

## C
- Luis Manuel Capoulas Santos, Socialist Party (Partidul Socialiștilor Europeni)
- Paulo Casaca, Socialist Party (Partidul Socialiștilor Europeni)
- Carlos Coelho (European People's Party–European Democrats)
- Fausto Correia, Socialist Party (Partidul Socialiștilor Europeni)

## D
- Manuel António dos Santos, Socialist Party (Partidul Socialiștilor Europeni)

## E
- Maria da Assunção Esteves (European People's Party–European Democrats)
- Edite Estrela, Socialist Party (Partidul Socialiștilor Europeni)

## F
- Emanuel Jardim Fernandes, Socialist Party (Partidul Socialiștilor Europeni)
- Elisa Ferreira, Socialist Party (Partidul Socialiștilor Europeni)
- Ilda Figueiredo, Portuguese Communist Party (Stânga Unită Europeană - Stânga Verde Nordică)
- Duarte Freitas (European People's Party–European Democrats)

## G
- Ana Maria Gomes, Socialist Party (Partidul Socialiștilor Europeni)
- Vasco Graça Moura (European People's Party–European Democrats)
- Pedro Guerreiro, Portuguese Communist Party (Stânga Unită Europeană - Stânga Verde Nordică)¹

## M
- Jamila Madeira, Socialist Party (Partidul Socialiștilor Europeni)
- Sérgio Marques (European People's Party–European Democrats)

## P
- João de Deus Pinheiro (European People's Party–European Democrats)
- Miguel Portas, Bloco de Esquerda (Stânga Unită Europeană - Stânga Verde Nordică)

## Q
- Luís Queiró (European People's Party–European Democrats)

## R
- José Ribeiro e Castro (European People's Party–European Democrats)

## S
- José Albino Silva Peneda (European People's Party–European Democrats)
- Sérgio Sousa Pinto, Socialist Party (Partidul Socialiștilor Europeni)